# Fargesia
Fargesia es un género de plantas herbáceas de la familia de las poáceas. Es originario de Asia.
Algunos autores la incluyen en el género Thamnocalamus.

## Taxonomía
El género fue descrito por Adrien René Franchet  y publicado en Bulletin Mensuel de la Société Linnéenne de Paris 2: 1067. 1893.  La especie tipo es Fargesia spathacea Franch.
Etimología
Fargesia: nombre genérico otorgado en honor del botánico francés Paul Guillaume Farges.

## Especies
- Fargesia acuticontracta T.P.Yi
- Fargesia adpressa T.P.Yi
- Fargesia albocerea J.R.Xue & T.P.Yi
- Fargesia alpina J.R.Xue & C.M.Hui
- Fargesia altior T.P.Yi
- Fargesia ampullaris T.P.Yi
- Fargesia angustissima T.P.Yi
- Fargesia aurita T.P. Yi
- Fargesia brevipaniculata (Hand.-Mazz.) Z.Y.Li & D.Z.Fu
- Fargesia brevipes (McClure) T.P.Yi
- Fargesia brevissima T.P.Yi
- Fargesia caduca T.P.Yi
- Fargesia canaliculata T.P.Yi
- Fargesia canoviridis (G.H.Ye & Z.P.Wang) Z.Y.Li
- Fargesia circinata J.R.Xue & T.P.Yi
- Fargesia collaris T.P.Yi
- Fargesia collina (T.P.Yi) Z.Y.Li & D.Z.Fu
- Fargesia communis T.P.Yi
- Fargesia complanata (T.P.Yi) Z.Y.Li
- Fargesia concinna T.P.Yi
- Fargesia conferta T.P.Yi
- Fargesia confusa (McClure) Z.Y.Li & D.Z.Fu
- Fargesia contracta T.P.Yi
- Fargesia crassinoda T.P.Yi
- Fargesia crispata (T.P.Yi) Z.Y.Li & D.Z.Fu
- Fargesia cuspidata (Keng) Z.P.Wang & G.H.Ye
- Fargesia declivis T.P.Yi
- Fargesia decurvata J.L.Lu
- Fargesia demissa T.P.Yi
- Fargesia densiflora (Rendle) Nakai
- Fargesia denudata T.P.Yi
- Fargesia dracocephala T.P.Yi
- Fargesia dulcicula T.P.Yi
- Fargesia dura T.P.Yi
- Fargesia edulis J.R.Xue & T.P.Yi
- Fargesia elegans T.P.Yi
- Fargesia emaculata T.P.Yi
- Fargesia exposita T.P.Yi
- Fargesia extensa T.P.Yi
- Fargesia falcata (Nees) T.P.Yi
- Fargesia fansipanensis T.Q.Nguyen
- Fargesia farcta T.P.Yi
- Fargesia farcticaulis (T.P.Yi) Z.Y.Li & D.Z.Fu
- Fargesia ferax (Keng) T.P.Yi
- Fargesia fracta F.S.Yi
- Fargesia fractiflexa T.P.Yi
- Fargesia frigidorum T.P.Yi
- Fargesia fungosa T.P.Yi
- Fargesia funiushanensis T.P.Yi
- Fargesia glabrifolia T.P.Yi
- Fargesia gongshanensis T.P.Yi
- Fargesia grossa T.P.Yi
- Fargesia gyirongensis T.P.Yi
- Fargesia hainanensis T.P.Yi
- Fargesia hsuehana T.P.Yi
- Fargesia hygrophylla J.R.Xue & T.P.Yi
- Fargesia jiulongensis T.P.Yi
- Fargesia lincangensis T.P.Yi
- Fargesia longissima (Yi) T.P.Yi
- Fargesia lushuiensis J.R.Xue & T.P.Yi
- Fargesia macclureana (Bor) Stapleton
- Fargesia macrophylla J.R.Xue & C.M.Hui
- Fargesia maculata (T.P.Yi) Z.Y.Li & D.Z.Fu
- Fargesia mairei (Hack. ex Hand.-Mazz.) T.P.Yi
- Fargesia mali T.P.Yi
- Fargesia maling (Gamble) H.Simon ex D.McClintock
- Fargesia maluo T.P.Yi
- Fargesia melanostachys (Hand.-Mazz.) T.P.Yi
- Fargesia membranacea T.P.Yi
- Fargesia murielae (Gamble) T.P.Yi
- Fargesia nitida (Mitford ex Stapf) Keng f. ex T.P.Yi
- Fargesia nujiangensis J.R.Xue & C.M.Hui
- Fargesia obliqua T.P.Yi
- Fargesia orbiculata T.P.Yi
- Fargesia ostrina T.P.Yi
- Fargesia pachyclada J.R.Xue & C.M.Hui
- Fargesia pallens J.R.Xue & C.M.Hui
- Fargesia papyrifera T.P.Yi
- Fargesia parvifolia T.P.Yi
- Fargesia pauciflora (Keng) T.P.Yi
- Fargesia perlonga J.R.Xue & T.P.Yi
- Fargesia pleniculmis (Hand.-Mazz.) T.P.Yi
- Fargesia plurisetosa T.H.Wen
- Fargesia porphyrea T.P.Yi
- Fargesia praecipua T.P.Yi
- Fargesia qinlingensis T.P.Yi & J.X.Shao
- Fargesia racemosa (Munro) Yi
- Fargesia robusta T.P.Yi
- Fargesia rufa T.P.Yi
- Fargesia sagittatinea T.P.Yi
- Fargesia scabrida T.P.Yi
- Fargesia semicoriacea T.P.Yi
- Fargesia semiorbiculata T.P.Yi
- Fargesia setosa T.P.Yi
- Fargesia similaris J.R.Xue & T.P.Yi
- Fargesia solida T.P.Yi
- Fargesia spathacea Franch.
- Fargesia stenoclada Yi
- Fargesia stricta J.R.Xue & C.M.Hui
- Fargesia strigosa T.P.Yi
- Fargesia subflexuosa T.P.Yi
- Fargesia sylvestris T.P.Yi
- Fargesia tenuilignea T.P.Yi
- Fargesia ungulata T.H.Wen
- Fargesia utilis T.P.Yi
- Fargesia vicina (Keng) T.P.Yi
- Fargesia violascens (Keng) Z.Y.Li & D.Z.Fu
- Fargesia weixiensis (T.P.Yi) Z.Y.Li & D.Z.Fu
- Fargesia wuliangshanensis T.P.Yi
- Fargesia yuanjiangensis J.R.Xue & T.P.Yi
- Fargesia yulongshanensis T.P.Yi
- Fargesia yunnanensis J.R.Xue & T.P.Yi
- Fargesia zayuensis T.P.Yi